# Gruppo di NGC 1448
Il Gruppo di NGC 1448 comprende almeno cinque galassie situate nella costellazione dell'Orologio.
La distanza media tra il centro di massa di questo gruppo e la nostra Via Lattea è di circa 49 milioni di anni luce (15,1 Mpc).
Secondo Richard Powell del sito « Un Atlas de l'Univers », IC 1970, NGC 1411 e NGC 1448 fanno parte del Gruppo di NGC 1433 che comprende 10 galassie. Le altre galassie di questo gruppo sono NGC 1448, NGC 1433, NGC 1493, NGC 1494, NGC 1495, NGC 1527, IC 1970, IC 2000 e ESO 249-36 (PGC 14225). Il gruppo fa parte dell'Ammasso della Fornace. La distanza media tra il centro di massa del gruppo di Powell e la nostra Via Lattea è di 15,5 Mpc, mentre quella del Gruppo di NGC 1448 è di 15,1 Mpc.
Invece secondo l'articolo di A.M. Garcia del 1993, un altro gruppo di galassie, il Gruppo di NGC 1493 comprende anche tre galassie del Gruppo di NGC 1433 citato da Powell, con una distanza media di 14,8 Mpc. Inoltre le galassie NGC 1433, NGC 1495, NGC 1527 e PGC 14225 del Gruppo di NGC 1433 (Powell) non figurano né nel Gruppo di NGC 1448, né in quello di NGC 1493. Se si riunissero in un sol gruppo tutte le galassie menzionate da Powell e Garcia, si otterrebbe un gruppo di 15 galassie con una distanza media di 14,1 Mpc.

## Membri
Le galassie componenti il gruppo, nell'ordine indicato nell'articolo di Garcia del 1993, sono elencate nella tabella sottostante.
| Nome      | Classificazione | Tipo        | RA (J2000.0)  | DEC (J2000.0) | Velocità radiale (km/s) | Magnitudine apparente | Distanza (Mpc) | Dimensioni (kal) |
| --------- | --------------- | ----------- | ------------- | ------------- | ----------------------- | --------------------- | -------------- | ---------------- |
| IC 1970   | SAb?            | Spirale     | 03h 36m 31.5s | -43° 57′ 25″  | 1243 ± 4                | 12,0                  | 17,2 ± 1,2     | 115              |
| NGC 1411  | SA(r)0-?        | Lenticolare | 03h 38m 44.9s | -44° 06′ 02″  | 983 ± 11                | 11,3                  | 13,4 ± 1,0     | 49               |
| NGC 1448  | SAcd?           | Spirale     | 03h 44m 41.9s | -44° 38′ 41″  | 1168 ± 2                | 10,7                  | 16,3 ± 1,1     | 143              |
| PGC 13390 | S0              | Lenticolare | 03h 37m 56.9s | -44° 05′ 57″  | 1074 ± 25               | 15,58 ± 0,06          | 14,7 ± 1,1     | ?                |
| PGC 13409 | S0              | Lenticolare | 03h 38m 17.4s | -43° 58′ 12″  | 1024 ± 45               | 14,78 ± 0,10          | 14,0 ± 1,2     | ?                |

Il sito DeepskyLog permette di trovare agevolmente le costellazioni in cui sono situate le galassie; in alternativa si possono utilizzare le coordinate delle galassie per individuarle. Se non altrimenti indicato, le coordinate sono quelle fornite dal sito NASA/IPAC (National Aeronautics and Space Administration / Infrared Processing and Analysis Center).